# Elixir (lenguaje de programación)
Elixir es un lenguaje de programación funcional, concurrente, de propósito general que se ejecuta sobre la máquina virtual de Erlang (BEAM). Elixir está escrito sobre Erlang y comparte las mismas abstracciones para desarrollar aplicaciones distribuidas y tolerantes de fallos. Elixir también proporciona un diseño extensible con herramientas productivas. Incluye soporte para metaprogramación en tiempo de compilación con macros y polimorfismo mediante protocolos.
Elixir ha cosechado éxito en la industria con empresas como Pinterest y Moz. Elixir también es usado para el desarrollo web, por empresas como Bleacher Report, Discord, e Inverse, y para desarrollar sistemas embebidos. La comunidad organiza eventos anuales en los Estados Unidos, Europa y Japón, así como conferencias menores.

## Historia
José Valim, egresado de la Universidad de São Paulo, es el brasileño creador del lenguaje de programación Elixir, y del proyecto R&D de Plataformatec, una filial del nubank. Sus objetivos eran crear un lenguaje que permitiese una alta extensibilidad y productividad en la máquina virtual de Erlang manteniendo compatibilidad con el ecosistema de Erlang.

## Características
- Es un lenguaje que compila a bytecode para la máquina virtual de Erlang (BEAM)[17]
- Todo es una expresión[17]
- Las funciones de Erlang se pueden llamar desde Elixir sin tener impacto en tiempo de ejecución, debido a su compilación al bytecode de Erlang, y viceversa.
- Metaprogramación permitiendo manipular directamente el AST[17]
- polimorfismo mediante un mecanismo denominado protocolos. Al igual que en Clojure, los protocolos proporcionan un mecanismo de enlaces dinámicos. Aunque esto no debe confundirse con los enlaces múltiples ya que los protocolos de Elixir son sobre un único tipo.
- Soporte para documentación a través de docstrings tipo Python en el lenguaje de marcado Markdown[17]
- Shared nothing concurrent programming via message passing (Modelo de Actores)[18]
- Énfasis en la recursión y en funciones de orden superior en vez de bucles basados en efectos secundarios
- Evaluaciones perezosas y promesas mediante flujos
- Búsqueda de patrones[17]
- Soporte de Unicode y cadenas de caracteres UTF-8

## Variables en Elixir
El funcionamiento de Elixir es muy especial en comparación con otros lenguajes ya que presenta un paradigma funcional. Las variables que maneja Elixir son, en realidad, inmutables, lo que significa que no pueden modificarse. La forma en que Elixir maneja un cambio en una variable es creando una nueva variable idéntica y asignando a ella el nuevo valor y la misma etiqueta de identificación; el recolector de basura en Elixir está altamente optimizado, por lo que esta nueva asignación no representa un desperdicio de memoria; por el contrario, Elixir tiene alta eficiencia en memoria y velocidad. También es importante mencionar que la revinculación (la forma de Elixir de modificar una variable) no es permitida en la búsqueda de patrones ni con el uso del operador pin (^).
Algunos tipos de datos que Elixir maneja son los siguientes:
- Entero
- Punto flotante
- Booleano
- Cadena
- Octal
- Hexadecimal
- Binario
- Lista
- Tupla
- Átomo

Este último tipo de dato, el átomo, es uno introducido por Elixir para representar valores constantes e inalterables. Su uso está destinado a una mayor optimización de recursos. Los átomos son declarados anteponiendo dos puntos
 :nombre 
Uno de los átomos más utilizados en Elixir es el átomo  :ok , que sirve para identificar si una función fue ejecutada correctamente o no.

## Ejemplos
Los siguientes ejemplos se pueden ejecutar desde el intérprete o se pueden guardar en un fichero y ejecutarlo desde la línea de comandos escribiendo elixir <nombre del fichero>.
Ejemplo clásico Hola mundo:
```
iex> 
IO
.
puts
 
"Hola mundo"

Hola mundo

```

Comprensiones de listas
```
iex> 
for
 
n
 
<-
 
[
1
,
2
,
3
,
4
,
5
],
 
rem
(
n
,
2
)
 
==
 
1
,
 
do
:
 
n
*
n

[1, 9, 25]

```

Búsqueda de patrones
```
iex> 
[
1
,
 
a
]
 
=
 
[
1
,
 
2
]

iex> 
a

2

iex> 
{
:ok
,
 
[
hello
:
 
a
]}
 
=
 
{
:ok
,
 
[
hello
:
 
"world"
]}

iex> 
a

"world"

```

Módulos
```
defmodule
 
Fun
 
do

  
def
 
fib
(
0
),
 
do
:
 
0

  
def
 
fib
(
1
),
 
do
:
 
1

  
def
 
fib
(
n
)
 
do
 

    
fib
(
n
-
2
)
 
+
 
fib
(
n
-
1
)
  

  
end

end

```

Invocación secuencial de miles de procesos
```
for
 
num
 
<-
 
1
..
1000
,
 
do
:
 
spawn
 
fn
 
->
 
IO
.
puts
 
"
#{
num
 
*
 
2
}
"
 
end

```

Realización de tareas de forma asíncrona
```
task
 
=
 
Task
.
async
 
fn
 
->
 
perform_complex_action
()
 
end

other_time_consuming_action
()

Task
.
await
 
task

```